# Карлос Окендо
Карлос Окендо  (ісп. Carlos Oquendo, 16 листопада 1987) — колумбійський велогонщик, олімпієць.

## Виступи на Олімпіадах
| Олімпіада   | Дисципліна | Місце |
| ----------- | ---------- | ----- |
| Лондон 2012 | BMX        | 3     |

## Зовнішні посилання
- Досьє на sport.references.com [Архівовано 11 червня 2017 у Wayback Machine.]